# Nguyễn Việt Hà
Nguyễn Việt Hà (sinh 1973) là một nhà khoa học máy tính và là nguyên Hiệu trưởng của Trường Đại học Công nghệ, Đại học Quốc gia Hà Nội. Tại thời điểm được bổ nhiệm, ông là Hiệu trưởng trẻ nhất trong các trường đại học công lập tại Việt Nam.

## Tiểu sử

### Học vấn và công việc
Nguyễn Việt Hà là học sinh chuyên Toán Trường Trung học phổ thông chuyên Khoa học Tự nhiên, Đại học Quốc gia Hà Nội. Ông giành Huy chương đồng tại kỳ thi Olympic Tin học quốc tế năm 1990.
Ông tốt nghiệp thủ khoa đại học, hoàn thành học vị thạc sĩ và tiến sĩ tại Trường Đại học Takushoku (Nhật Bản), được phong Phó giáo sư ngành CNTT (năm 2009).
Ông từng đảm nhiệm các chức vụ Phó Hiệu trưởng Trường Đại học Công nghệ; Phó Viện trưởng Viện CNTT – ĐHQGHN; Phó Chủ nhiệm Khoa CNTT; Chủ nhiệm Bộ môn Công nghệ phần mềm – Khoa CNTT.

### Hiệu trưởng Đại học Công nghệ
Tháng 10/2014, ông được Giám đốc Đại học Quốc gia Hà Nội bổ nhiệm là Hiệu trưởng Trường Đại học Công nghệ. Đây là Hiệu trưởng nhiệm kỳ thứ 3 và là Hiệu trưởng thứ tư của Trường. Ông là Hiệu trưởng đầu tiên của trường không do Bộ trưởng Bộ Giáo dục và Đào tạo bổ nhiệm.

## Nghiên cứu khoa học
Ông có hơn 80 bài báo công bố quốc tế và nhiều cuốn sách về các lĩnh vực kỹ nghệ phần mềm, trí tuệ nhân tạo và E-learning.